# Stazione di Salbertrand
La stazione di Salbertrand è una stazione ferroviaria posta sulla linea del Frejus, a servizio dell'omonimo comune.

## Storia
La stazione venne attivata il 16 ottobre 1871, all'apertura della tratta da Bussoleno a Modane della ferrovia del Frejus.
Il 10 luglio 1912 venne attivato l'esercizio a trazione elettrica a corrente alternata trifase della tratta da Salbertrand a Bardonecchia; il 1º maggio dell'anno successivo seguì la tratta fino a Bussoleno.
Nel 1937 mutò la propria denominazione in "Salabertano"; la denominazione d'origine venne ripristinata successivamente.
Il 28 maggio 1961 la linea venne convertita alla corrente continua.